# S.L. Benfica
Benfica el. S.L. Benfica er en portugisisk fodboldklub fra Lissabon. Klubben har vundet adskillige nationale titler og har med succes deltaget i de europæiske turneringer gennem mange år. Benfica er grundlagt i 1904. De spiller i røde trøjer og hvide shorts.
Benfica har været portugisiske mestre 38 gange og har vundet den portugisiske pokalturnering 28 gange. Ligeledes har de vundet Europa Cuppen for mesterhold to gange (1961 og 1962).
Deres stadion hedder Estadio da Luz og har en kapacitet på 65.647. Klubbens Manager hedder Fernando Santos.
I 2004 spillede Benfica mod Real Madrid, og fejrede dér deres 100 års fødselsdag. Her så man for første gang ørnen Vitoria flyve tværs gennem stadium og lande på Benficas logo. Siden er hun blevet en fast tradition i Estadio da Luz hver gang Benfica spiller.
I 2006 blev Benfica kåret af Guinness World Record som værende den klub der har mest support rundt i verden[kilde mangler], dog mest i lande med stor portugisisk befolkning.

## Titler
- UEFA Champions League (2) : 1961, 1962
- Primeira Liga (38): 1935–36, 1936–37, 1937–38, 1941–42, 1942–43, 1944–45, 1949–50, 1954–55, 1956–57, 1959–60, 1960–61, 1962–63, 1963–64, 1964–65, 1966–67, 1967–68, 1968–69, 1970–71, 1971–72, 1972–73, 1974–75, 1975–76, 1976–77, 1980–81, 1982–83, 1983–84, 1986–87, 1988–89, 1990–91, 1993–94, 2004–05, 2009–10, 2013–14, 2014-15, 2015-16, 2016-17, 2018-19, 2022-23
- Taça de Portugal (28): 1929–30, 1930–31, 1934–35, 1939–40, 1942–43, 1943–44, 1948–49, 1950–51, 1951–52, 1952–53, 1954–55, 1956–57, 1958–59, 1961–62, 1963–64, 1968–69, 1969–70, 1971–72, 1979–80, 1980–81, 1982–83, 1984–85, 1985–86, 1986–87, 1992–93, 1995.96, 2003–04, 2013-14
- Super Cup (5): 1980, 1985, 1989, 2005, 2014
- League Cup (6) : 2008–09 , 2009–10 , 2010–11, 2011–12, 2013–14, 2014-15, 2015-16

## Historiske slutplaceringer
| Sæson   | Niveau | Liga          | Placering | Kilde(r) |
| ------- | ------ | ------------- | --------- | -------- |
| 2010–11 | 1.     | Primeira Liga | 2.        | [ 1 ]    |
| 2011–12 | 1.     | Primeira Liga | 2.        | [ 2 ]    |
| 2012–13 | 1.     | Primeira Liga | 2.        | [ 3 ]    |
| 2013–14 | 1.     | Primeira Liga | 1.        | [ 4 ]    |
| 2014–15 | 1.     | Primeira Liga | 1.        | [ 5 ]    |
| 2015–16 | 1.     | Primeira Liga | 1.        | [ 6 ]    |
| 2016–17 | 1.     | Primeira Liga | 1.        | [ 7 ]    |
| 2017–18 | 1.     | Primeira Liga | 2.        | [ 8 ]    |
| 2018–19 | 1.     | Primeira Liga | 1.        | [ 9 ]    |
| 2019–20 | 1.     | Primeira Liga | 2.        | [ 10 ]   |
| 2020–21 | 1.     | Primeira Liga | 3.        | [ 11 ]   |
| 2021–22 | 1.     | Primeira Liga | 3.        | [ 12 ]   |
| 2022–23 | 1.     | Primeira Liga | 1.        | [ 13 ]   |
| 2023–24 | 1.     | Primeira Liga | 2.        | [ 14 ]   |

## Stadion
- Estádio da Luz
- Kapacitet: 65 647 siddepladser

## Truppen 2025
Oversigten er opdateret til og med 18. april 2025
| Nr. | Land       | Position | Spiller             |
| --- | ---------- | -------- | ------------------- |
| 1   | Ukraine    | MM       | Anatoliy Trubin     |
| 3   | Spanien    | FO       | Álvaro Carreras     |
| 4   | Portugal   | FO       | António Silva       |
| 6   | Danmark    | FO       | Alexander Bah       |
| 7   | Schweiz    | AN       | Zeki Amdouni        |
| 8   | Norge      | MI       | Fredrik Aursnes     |
| 11  | Argentina  | AN       | Ángel Di Maria      |
| 14  | Grækenland | AN       | Vangelis Pavlidis   |
| 16  | Portugal   | MI       | Manu Silva          |
| 10  | Tyrkiet    | MI       | Orkun Kökcü         |
| 17  | Tyrkiet    | AN       | Kerem Aktürkoglu    |
| 18  | Luxembourg | MI       | Leandro Barreiro    |
| 19  | Italien    | AN       | Andrea Belotti      |
| 21  | Norge      | AN       | Andreas Schjelderup |
| 9   | Brasilien  | AN       | Arthur Cabral       |

| Nr. | Land      | Position | Spiller             |
| --- | --------- | -------- | ------------------- |
| 24  | Portugal  | MM       | Samuel Soares       |
| 26  | Sverige   | FO       | Samuel Dahl         |
| 27  | Portugal  | AN       | Bruma               |
| 25  | Argentina | AN       | Gianluca Prestianni |
| 30  | Argentina | FO       | Nicolas Otamendi    |
| 44  | Portugal  | FO       | Tomás Araújo        |
| 61  | Portugal  | MI       | Florentino          |
| 71  | Portugal  | FO       | Leandro Santos      |
| 47  | Portugal  | AN       | Tiago Gouveia       |
| 81  | Albanien  | FO       | Adrian Bajrami      |
| 84  | Portugal  | MI       | João Rego           |
| 85  | Portugal  | MI       | Renato Sanches      |